# گوران لیندبلوم
گوران لیندبلوم (انگلیسی: Göran Lindblom؛ زادهٔ ۴ مارس ۱۹۵۶) بازیکن هاکی روی یخ اهل سوئد است.